# Maxomys pagensis
Maxomys pagensis es una especie de roedor de la familia Muridae.

## Distribución geográfica
Es endémico de las selvas de las islas Mentawai (Indonesia).

## Estado de conservación
Se encuentra amenazada de extinción por la pérdida de su hábitat natural